# Risiocnemis pistor
Risiocnemis pistor is een libellensoort uit de familie van de Breedscheenjuffers (Platycnemididae), onderorde juffers (Zygoptera).
De wetenschappelijke naam van de soort is voor het eerst geldig gepubliceerd in 2002 door Gassmann & Hämäläinen.